# Coccophagus nigricorpus
Coccophagus nigricorpus är en stekelart som beskrevs av Shafee 1972. Coccophagus nigricorpus ingår i släktet Coccophagus och familjen växtlussteklar. Inga underarter finns listade i Catalogue of Life.